# Klaus-Peter Dressel
Klaus-Peter Dressel (geboren am 24. August 1948) ist ein ehemaliger deutscher Fußballspieler.
Er spielte bis 1972 bei Vorwärts Stralsund. In dieser Zeit spielte er mit dem Stralsunder Verein auch in der höchsten Spielklasse der DDR, der Oberliga, nämlich in der Saison 1971/1972, in der er zehn Mal zum Einsatz kam. Anschließend war er beim Halleschen FC Chemie aktiv, mit dem er noch in den Spielzeiten 1972/1973, 1974/1975, 1975/1976 und 1976/1977 in der Oberliga aktiv war.